# Pasila vasútállomás
Pasila vasútállomás (finnül: Pasilan rautatieasema, svédül: Böle järnvägsstation vasútállomás Finnországban, Helsinki településen.

## Vasútvonalak
Az állomást az alábbi vasútvonalak érintik:
- Helsinki–Riihimäki-vasútvonal
- Helsinki–Turku-vasútvonal

## Kapcsolódó állomások
A vasútállomáshoz az alábbi állomások vannak a legközelebb:
- Helsinki Central
- Ilmala vasútállomás
- Käpylä vasútállomás